# 梅普爾格羅夫鎮區 (密歇根州馬尼斯蒂縣)
梅普爾格羅夫鎮區（英語：Maple Grove Township）是位於美國密歇根州馬尼斯蒂縣的一個行政鎮區。

## 地方資料
梅普爾格羅夫鎮區的面積為92.60平方千米，當中陸地面積為92.10平方千米，而水域面積為0.50平方千米。根據2020年美國人口普查的數據，當地共有人口4022人，而人口密度為每平方千米43.43人。